# Liste der Biografien/Colv
Liste der Biografien |
Portal Biografien |
Personensuche
# |
A |
B |
C |
D |
E |
F |
G |
H |
I |
J |
K |
L |
M |
N |
O |
P |
Q |
R |
S |
T |
U |
V |
W |
X |
Y |
Z |
?
 
Ca |
Cb |
Cc |
Ce |
Ch |
Ci |
Cj |
Ck |
Cl |
Cm |
Cn |
Co |
Cr |
Cs |
Ct |
Cu |
Cv |
Cw |
Cy |
Cz
 
Coa–Cod |
Coe–Cok |
Col |
Com |
Con |
Coo–Coq |
Cor |
Cos |
Cot |
Cou |
Cov |
Cow |
Cox |
Coy |
Coz
 
Cola |
Colb |
Colc |
Cold |
Cole |
Colf |
Colg |
Colh |
Coli |
Colk |
Coll |
Colm |
Coln |
Colo |
Colp |
Colq |
Cols |
Colt |
Colu |
Colv |
Colw |
Coly |
Colz
Die Liste der Biografien führt alle Personen auf, die in der deutschsprachigen Wikipedia einen Artikel haben. Dieses ist eine Teilliste mit 25 Einträgen von Personen, deren Namen mit den Buchstaben „Colv“ beginnt.

## Colv

### Colve
- Colve, Anthony, niederländischer Offizier, Gouverneur von Nieuw Nederland
- Colvey, Kip (* 1994), neuseeländischer Fußballspieler

### Colvi
- Colvig, Pinto (1892–1967), US-amerikanischer Schauspieler, Zeichner, Animator, Autor und Synchronsprecher
- Colville, Alex (1920–2013), kanadischer Maler
- Colville, Charles, 5. Viscount Colville of Culross (* 1959), britischer Peer, Fernsehproduzent, Filmregisseur und Politiker
- Colville, Henry Edward (1852–1907), britischer Offizier und Kolonialbeamter
- Colville, James (* 1868), schottischer Fußballspieler
- Colville, John Rupert (1915–1987), britischer Privatsekretär
- Colville, Mac (1916–2003), kanadischer Eishockeyspieler und -trainer
- Colville, Mark, 4. Viscount Colville of Culross (1933–2010), britischer Peer, Politiker, Anwalt und Richter
- Colville, Neil (1914–1987), kanadischer Eishockeyspieler und -trainer
- Colvin, Addison B. (1858–1939), US-amerikanischer Geschäftsmann, Bankier und Politiker
- Colvin, Bill (1934–2010), kanadischer Eishockeyspieler
- Colvin, Clare, englische Journalistin und Schriftstellerin
- Colvin, Claudette (* 1939), US-amerikanische BürgerrechtlerinClaudette Colvin (* 1939)

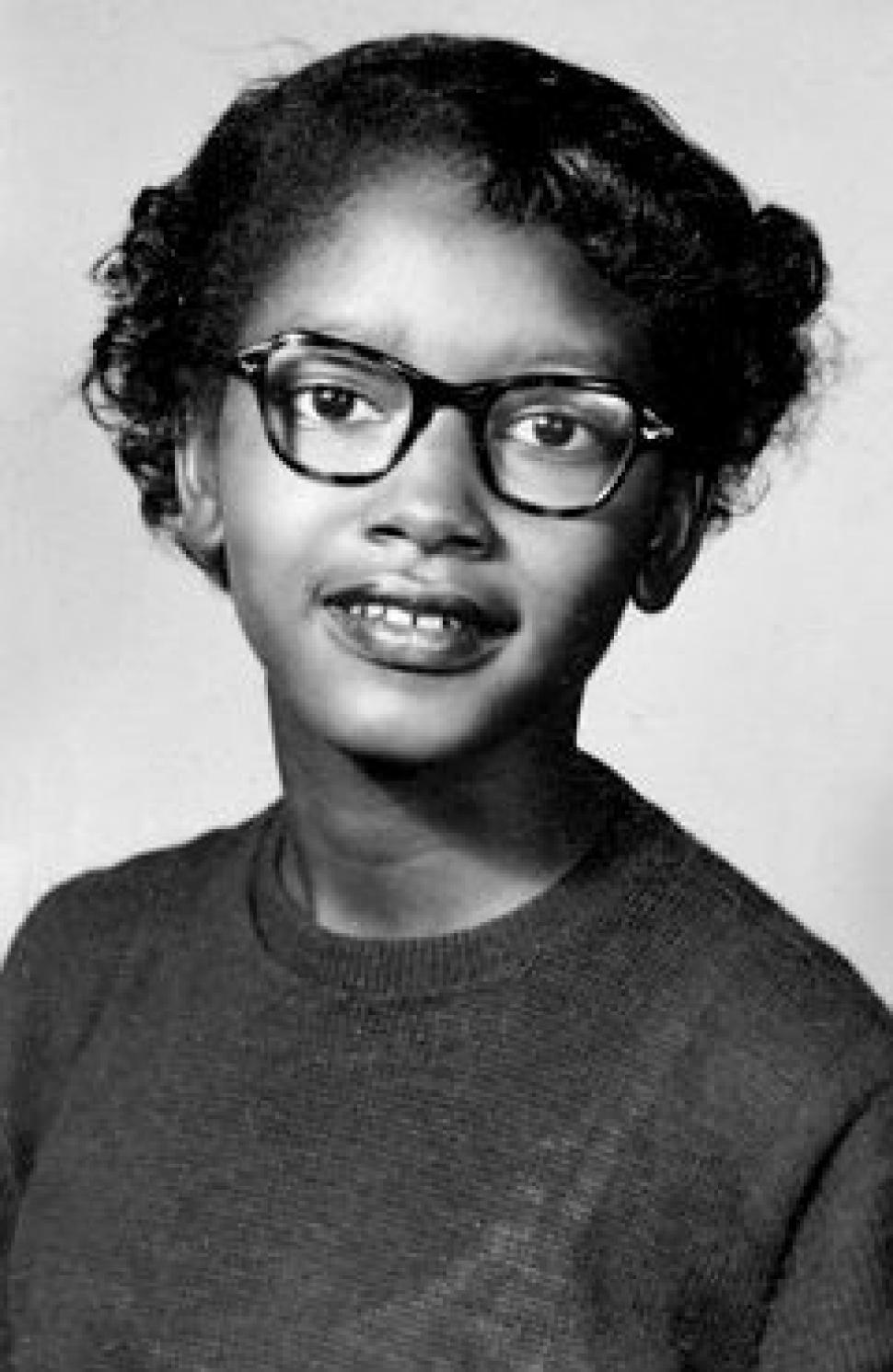
Claudette Colvin (* 1939)

- Colvin, Harvey Doolittle (1815–1892), US-amerikanischer Politiker
- Colvin, Howard (1919–2007), britischer Architekturhistoriker
- Colvin, Ian (1877–1938), englischer Journalist und Historiker
- Colvin, Jack (1934–2005), US-amerikanischer Schauspieler
- Colvin, Kathryn (* 1945), britische Diplomatin
- Colvin, Marie (1956–2012), US-amerikanische Journalistin
- Colvin, Marta (1907–1995), chilenische Bildhauerin
- Colvin, Ruth Johnson (1916–2024), US-amerikanische Aktivistin gegen Analphabetismus und Autorin
- Colvin, Shawn (* 1956), US-amerikanische Singer-Songwriterin
- Colvin, Sidney (1845–1927), britischer Autor, Literatur- und Kunstkritiker